# Échelle inamovible

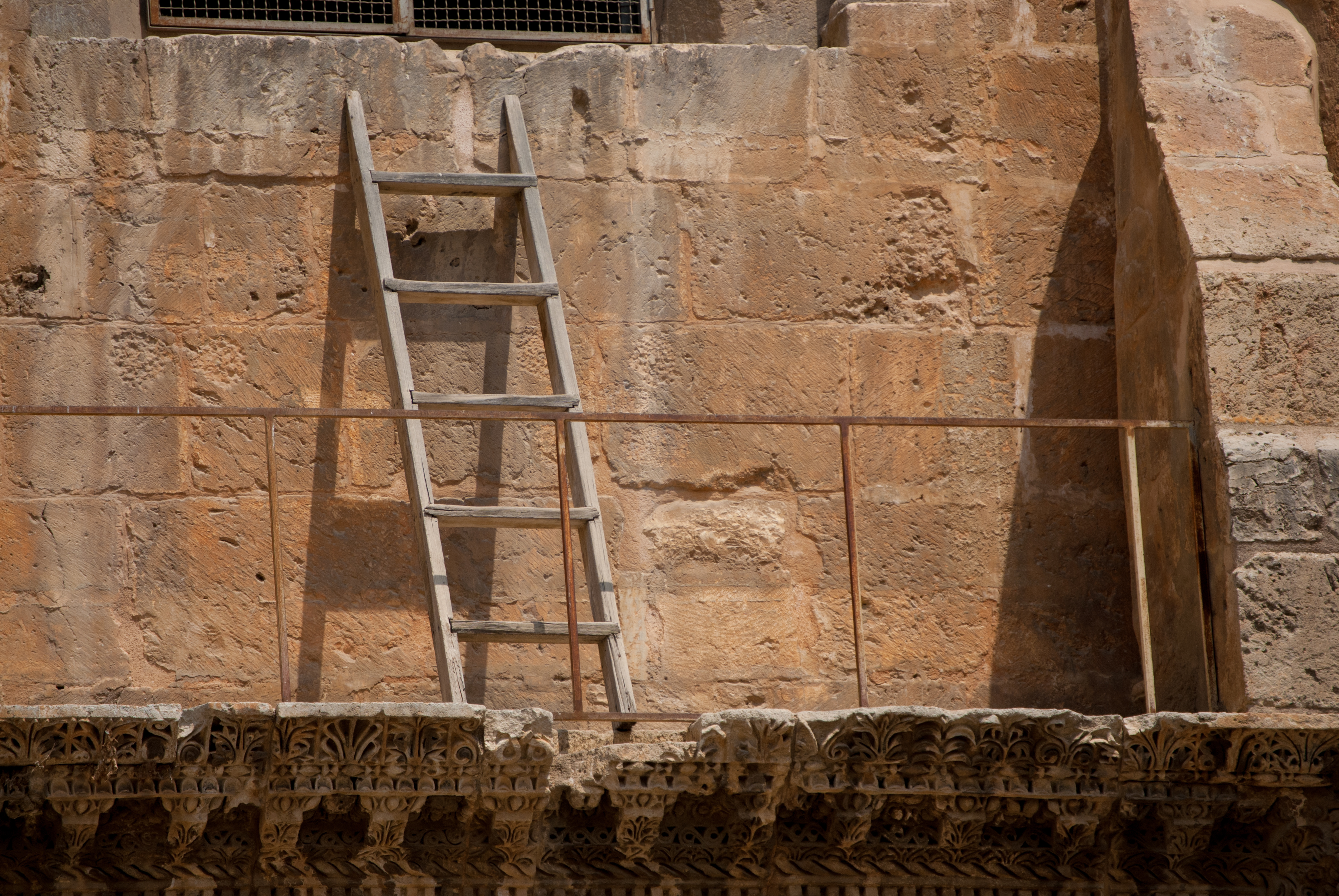
« L'échelle inamovible » en 2016

L'« échelle inamovible » (en hébreu : סולם הסטטוס קוו, littéralement « l'échelle du statu quo ») est une échelle en bois située sous l'une des fenêtres de la façade de l'église du Saint-Sépulcre dans le quartier chrétien de la vieille ville de Jérusalem.

## Historique
Faite de bois de cèdre, peut-être en provenance du Liban, cette échelle est mentionnée la première fois en 1757 mais figure déjà sur une gravure de 1728. Elle est restée au même emplacement depuis le XVIIIe siècle, hormis trois déplacements temporaires : en 1981, un homme essaye de la voler mais est immédiatement arrêté par la police israélienne ; en 1997, un farceur réussit à la cacher pendant plusieurs semaines, mais elle est retrouvée et remise à sa place ; en 2009, une équipe d’ouvriers doit la déplacer pour mettre un échafaudage afin de réparer le clocher. 

Images de l'échelle inamovible au cours du temps
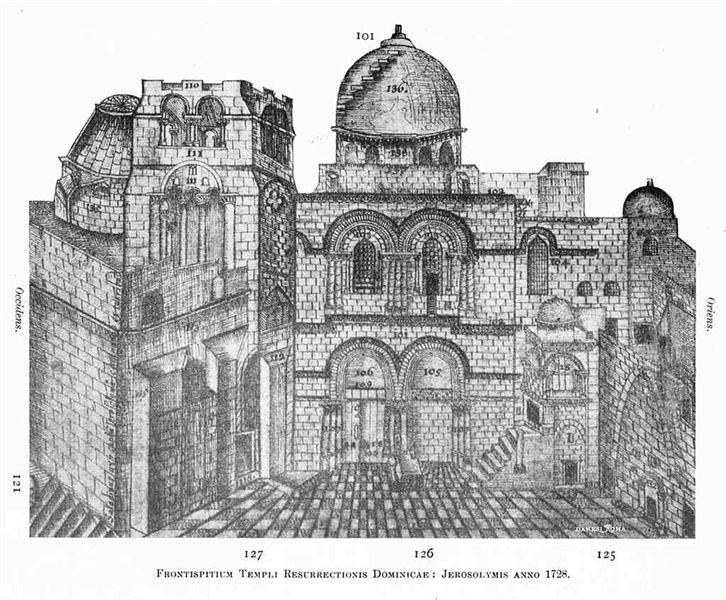
Gravure de 1728 montrant l'échelle
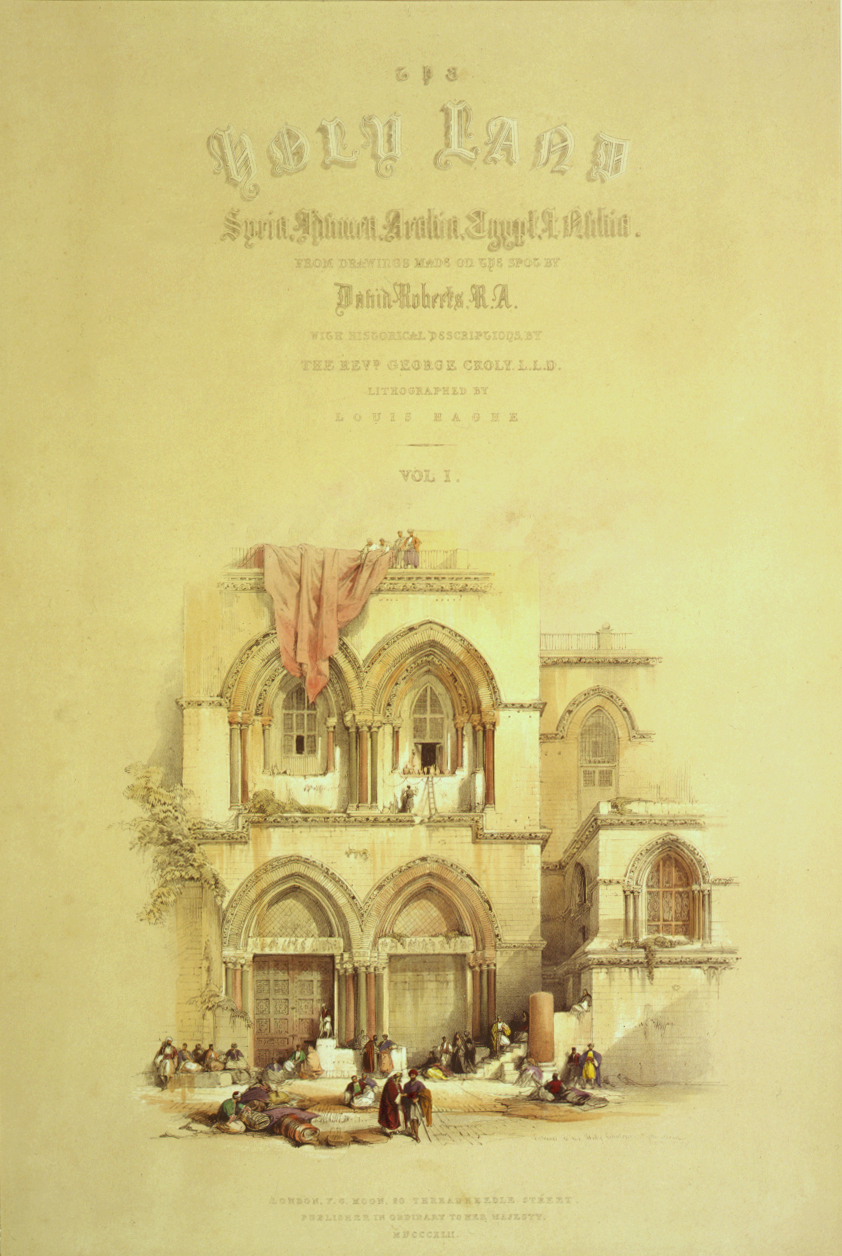
L'échelle représentée par David Roberts vers 1842-1849
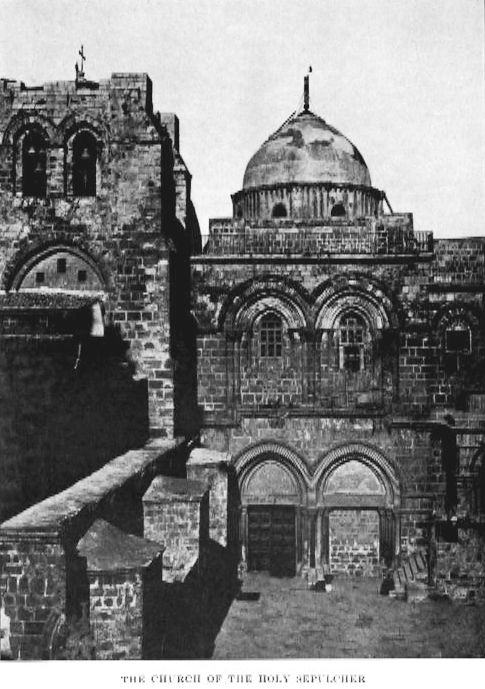
La façade de l'église en 1885

## L'échelle «inamovible»

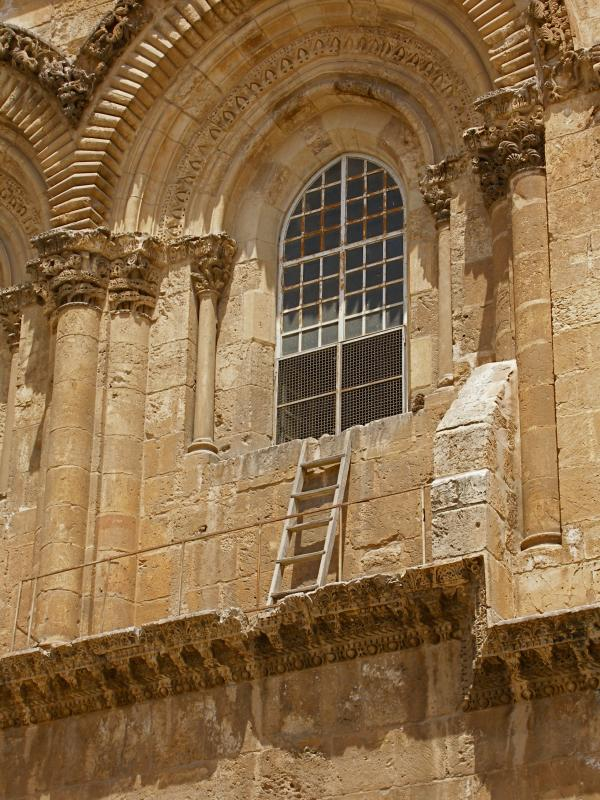
Exemple d'échelle inamovible

L'échelle est désignée comme « inamovible » en raison du fait que personne ne sait plus très bien à qui appartient cette corniche, ni la fenêtre sur laquelle est posée l’échelle ni d’ailleurs l’échelle elle-même. De plus, en vertu du Statu quo promulgué par le sultan ottoman Osman III en 1757 et réaffirmé en 1852, aucun clerc des six ordres chrétiens œcuméniques (grec orthodoxe, arménien apostolique, catholique romain, copte, éthiopien orthodoxe et syriaque orthodoxe) ne peut déplacer, réorganiser ou modifier quelque chose sans le consentement des cinq autres ordres,,.
Sur les ordres pontificaux du pape Paul VI en 1964, l'échelle doit rester en place jusqu'au moment où l'Église catholique et l'Église orthodoxe atteignent un état d'œcuménisme. L'échelle est depuis liée à l'accord de Statu quo. Nul ne la déplace afin de ne pas risquer de réactiver des oppositions qui ont parfois conduit à des affrontements violents entre les communautés.

## L'échelle inamovible dans les arts
Statu quo nunc, œuvre du duo d'artistes Brognon Rollin, consiste en une photographie de l'échelle accompagnée d'un contrat signé entre les artistes et plusieurs collectionneurs, et lié à la stabilité de l'échelle, qui est prise comme symbole du Statu quo : les artistes s'engagent à rembourser aux collectionneurs le prix qu'ils ont payé pour ce contrat si l'échelle disparaît ou est déplacée dans un délai de 30 ans, signe de la rupture de l'entente entre les communautés chrétiennes du Saint-Sépulcre.